# Descartes (Indre i Loara)
Descartes – miejscowość i gmina we Francji, w Regionie Centralnym, w departamencie Indre i Loara.
Według danych na rok 1990 gminę zamieszkiwało 4120 osób, a gęstość zaludnienia wynosiła 108 osób/km² (wśród 1842 gmin Regionu Centralnego Descartes plasuje się na 83. miejscu pod względem liczby ludności, natomiast pod względem powierzchni - na miejscu 198.).
Pierwotną nazwą miejscowości była La Haye en Touraine. W 1802 nazwę zmieniono na cześć urodzonego tutaj René Descartes'a (1596–1650) na La Haye-Descartes. Obecna nazwa obowiązuje od 1967.